# دنت دو بورگو
دنت دو بورگو (به لاتین: Dent du Bourgo) یک کوه در سوئیس است که در کانتون فریبورگ واقع شده‌است. دنت دو بورگو ۱٬۹۰۹ متر بالاتر از سطح دریا واقع شده‌است.